# Interim Control Module
Az Interim Control Module (ideiglenes irányítómodul) a Nemzetközi Űrállomás rendszeres pályamódosításainak végrehajtására tervezett ideiglenes amerikai meghajtóegység, amit az Orosz Zvezda modul késése, törlése, vagy felbocsátáskori esetleges megsemmisülése esetén terveztek volna használni. A modul nem rendelkezik emberi tartózkodásra alkalmas, hermetikus belső térrel, csak meghajtást biztosít.

## Felépítés
A modult egy a Titan-4 rakétákon már bevált, műholdak végső pályára állításátra kifejlesztett meghajtóegységből (Titan Launch Dispenser) alakították ki. Az egység négy tartálya kb. 5000 kg üzemanyagot tud befogadni, ez a pályamagasságtól és az űrállomás kiépítettségétől függően 1-3 évig tudta volna biztosítani az állomás irányítását. A modulra két dokkolóegységet szereltek, az egyikkel az űrrepülőhöz, a másikkal a Zarja modulhoz kapcsolódhat. Az egység saját kommunikációs, irányító és energiaellátó rendszerekkel rendelkezik. A modult az eredeti terv szerint az űrrepülő kapcsolhatja a Zarja modul hátsó dokkolójához.

## Történet
Amikor a Nemzetközi Űrállomás megépítését 1993-ban jóváhagyták, a megállapodás szerint az űrállomás hajtóműrendszereit az orosz részegység moduljai biztosítják. 1995-től kezdve fokozatosan nyilvánvalóvá vált, hogy az orosz fél sem a Zarja, sem a Zvezda modulokat nem fogja tudni a tervezett időpontokra elkészíteni.
A NASA 1997-ben kérte fel az Amerikai Egyesült Államok Haditengerészeti Kutatólaboratóriumát (Naval Research Laboratory, NRL), hogy vizsgálja meg egy a meglevő technológiákon alapuló, alacsony költségű, ideiglenes meghajtóegység megépítésének a lehetőségét. A tanulmányok alapján elkészült terv jóváhagyása után meg is kezdődött az építés. A cél a 2000 júliusi indítás volt. Az egység 2000 júliusában el is készült, de az indítását a Zvezda sikeres indítása után törölték. A modul jelenleg Naval Research Laboratory Washington D. C.-beli gyáregységében van, készenlétben arra az esetre, ha a későbbiekben az űrállomásnak kiegészítő vagy helyettesítő meghajtásra lenne szüksége.
A szintén a Zvezda törlése vagy megsemmisülése esetére tervezett, az ideiglenes irányítómodult felváltó Propulsion Module kifejlesztését 2001 márciusában törölték.

## Külső hivatkozások
- U.S. Navy : Interim Control Module
- Silver Engineering : Interim Control Module